# ايمري كونينغ
ايمري كونينغ (بالإنجليزية: Imre König)‏ هو لاعب شطرنج أمريكي، ولد في 2 سبتمبر 1901 في جيولا ، المجر في المجر، وتوفي في 1992 في سانتا مونيكا في الولايات المتحدة.

## وصلات خارجية
- ايمري كونينغ على موقع مباريات الشطرنج (الإنجليزية)
- ايمري كونينغ على موقع 365Chess.com (الإنجليزية)
- ايمري كونينغ على موقع Chesstempo.com (الإنجليزية)
- ايمري كونينغ سجل أولمبياد الشطرنج على موقع OlimpBase.org (الإنجليزية)